# Port lotniczy Berberati
Port lotniczy Berberati – międzynarodowy port lotniczy zlokalizowany w Berberati, w Republice Środkowoafrykańskiej.